# Zach Galligan

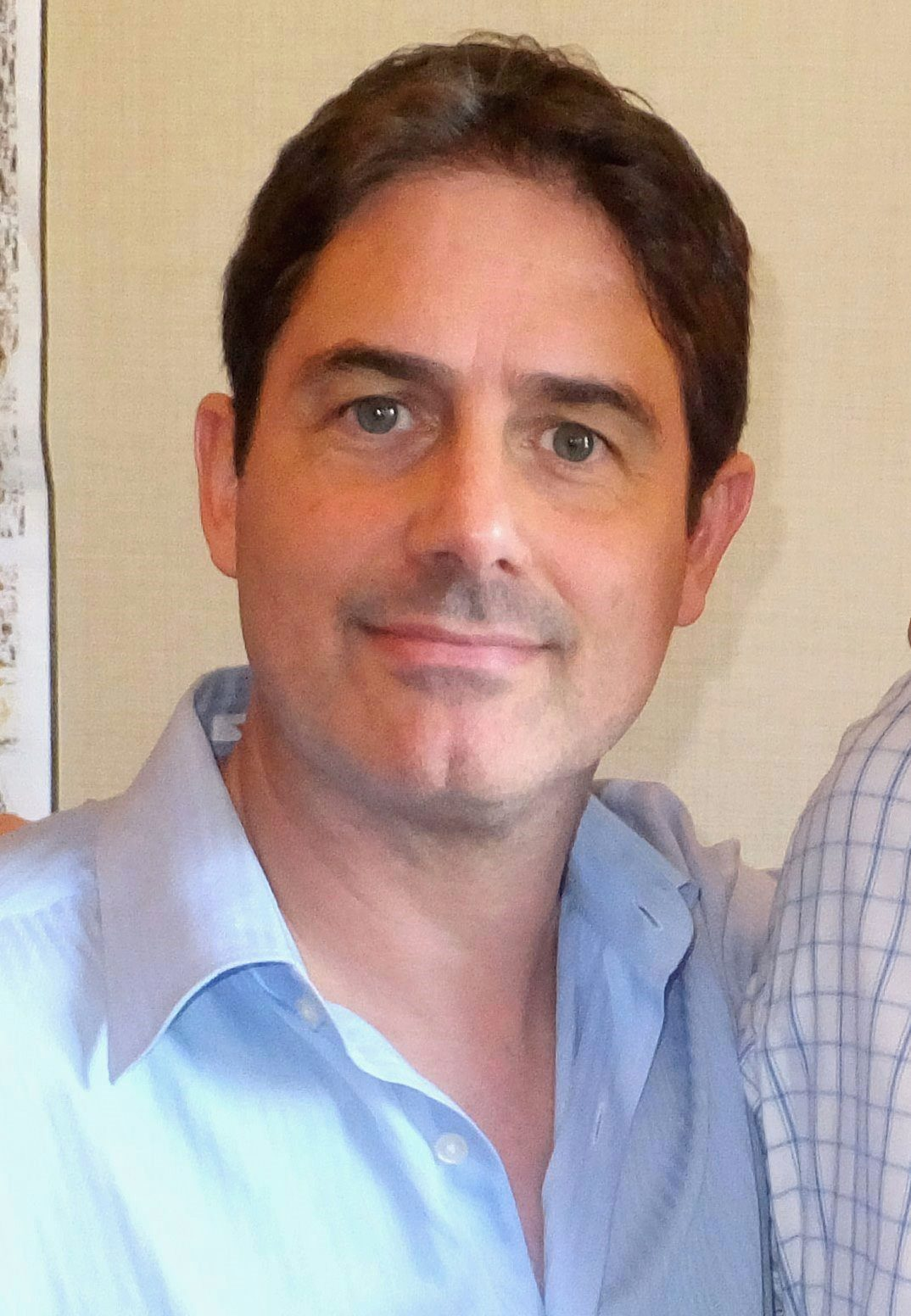
Zach Galligan (2013)

Zach Galligan (* 14. Februar 1964 in New York City als Zachary W. Galligan) ist ein US-amerikanischer Schauspieler.

## Leben
Zach Galligan wurde als Sohn einer Psychologin und eines Anwalts geboren. Er selbst studierte an der angesehenen Columbia University.
1984 übernahm er die männliche Hauptrolle in dem Film Gremlins – Kleine Monster, der ein Kassenschlager wurde und allein in den USA rund 150 Millionen US-Dollar einspielte. Zach Galligan, der zuvor nur in kleineren Fernsehproduktionen aufgetreten war, wurde über Nacht zum Star und wiederholte seine populäre Rolle noch einmal in Gremlins 2 – Die Rückkehr der kleinen Monster (1990), jedoch deutlich weniger erfolgreich. Bekannt machte ihn auch die Hauptrolle des Mark Loftmore in dem Fantasyfilm Reise zurück in der Zeit aus dem Jahr 1988, die er in der Fortsetzung Spaceshift (1992) nochmals verkörperte.
In den 1990er-Jahren stagnierte die Schauspielkarriere des New Yorkers und er trat anschließend vor allem als Gastdarsteller in Fernsehserien wie Star Trek: Raumschiff Voyager, Eine himmlische Familie und Criminal Intent – Verbrechen im Visier auf. Im neuen Jahrtausend spielt er vor allem in Independentfilmen aus dem Horror- und Thrillergenre.
Zach Galligan war von September 2005 bis 2010 mit Ling-Ling Inerick verheiratet.

## Filmografie (Auswahl)
- 1982: Junge Schicksale (ABC Afternoon Specials; Fernsehserie, 1 Folge)
- 1984: Gremlins – Kleine Monster (Gremlins)
- 1984: Alles ist vergänglich (Nothing Lasts Forever)
- 1985: … und fanden keinen Ausweg mehr (Surviving; Fernsehfilm)
- 1986: Im Feuer der Gefühle (Crossings; Fernseh-Miniserie, 3 Folgen)
- 1988: Reise zurück in der Zeit (Waxwork)
- 1989: Rebel Waves (Rising Storms)
- 1990: Gremlins 2 – Die Rückkehr der kleinen Monster (Gremlins 2: The New Batch)
- 1991: Zandalee – Das sechste Gebot (Zandalee)
- 1991: Psychic
- 1992: Spaceshift (Waxwork II: Lost in Time)
- 1992: Hellraiser III (Cameo-Auftritt)
- 1992: Melrose Place (Fernsehserie, 1 Folge)
- 1992: Chaos in Palm Springs (Round Trip to Heaven)
- 1993: Warlock – Satans Sohn kehrt zurück (Warlock: The Armageddon)
- 1994: Augenblicke des Todes (Caroline at Midnight)
- 1997: Dr. Quinn – Ärztin aus Leidenschaft (Dr. Quinn, Medicine Woman; Fernsehserie, 1 Folge)
- 1997: Prinz Eisenherz (Prince Valiant)
- 1997: Cupid – Armors blutiger Pfeil (Cupid)
- 1998: Star Trek: Raumschiff Voyager (Star Trek: Voyager; Fernsehserie, Folge In the Flesh)
- 2001: Eine himmlische Familie (7th Heaven; Fernsehserie, 1 Folge)
- 2001: Gabriela
- 2002: Eaten Alive – Invasion der Killer-Insekten (Infested)
- 2003: Criminal Intent – Verbrechen im Visier (Law & Order: Criminal Intent; Fernsehserie, 1 Folge)
- 2010: Nightbeasts
- 2011: Jack Falls
- 2013: Hatchet III
- 2019: Madness in the Method
- 2020: Bad Candy
- 2021: The Indie Escape Network (Fernsehserie)
- 2022: Sacred Grounds: Forbidden
- 2023: Gremlins – Secrets of the Mogwai (Fernsehserie, Stimme)